# Pont Amont
Pont Amont – most na rzece Sekwanie położony w Paryżu. Został zbudowany z myślą o poruszających się wzdłuż Bulwaru Peryferyjnego Paryża. Pont Amont jest pierwszym  mostem Paryża od strony rzeki Sekwany.
Most łączy bulwar d'Ivry w 12 okręgu Paryża z bulwarem de Bercy w 13 okręgu.
Łączna długość mostu wynosi 270 metrów, co czyni Pont Amont drugim co do długości mostem Paryża. Otwarcie mostu odbyło się w 1969 roku. Pont Amont podobnie jak Pont Aval wziął swoją nazwę od położenia na Sekwanie – amont znaczy górny odcinek rzeki, natomiast aval – dolny.